# Ster-driehoekschakeling

Hoofdstroomcircuit van een (automatische) ster-driehoekschakeling (stuurstroom en beveiligingen zijn niet weergegeven)

Een ster-driehoekschakeling is een elektrische schakeling die gebruikt wordt om grotere driefasige asynchrone motoren in te schakelen.
Een ster-driehoekschakeling dient om de aanloopstroom van asynchrone draaistroommotoren te beperken. Dergelijke motoren hebben een hoge aanloopstroom, bij een kortsluitankermotor is deze stroom zelfs  6 à 8 keer groter dan de nominale stroom van de motor. Bij grotere machines kan de aanloopstroom een ontoelaatbare spanningsdaling in het net veroorzaken. De verschillende elektriciteitsbedrijven eisen dan ook in hun aansluitvoorwaarden dat vanaf een bepaald vermogen deze motoren voorzien moeten zijn van een aanloopinrichting. Zeer kleine motoren mogen direct op het net worden ingeschakeld. Deze worden dan geschakeld met een driepolige schakelaar, die drie leidingen gezamenlijk kan onderbreken of doorverbinden.
In overeenstemming met zijn naam schakelt de ster-driehoekschakelaar de motor eerst in ster (aanloopstand) (aanloopkoppel) en daarna in driehoek (bedrijfsstand). Voordat er van sterstand omgeschakeld wordt naar de driehoekstand, dient de snelheid van de motor hoog genoeg opgelopen te zijn. Handmatige bediening gebeurt door middel van een nokkenschakelaar, of met een walsschakelaar. Men kan het schakelproces automatisch laten verlopen door toepassing van magneetschakelaars. 
Als men de drie  wikkelingen van een asynchrone draaistroommotor eerst in ster schakelt en vervolgens aansluit op het net, is de spanning tussen begin en einde van iedere wikkeling slechts 0,58 (√3 : 3) keer de spanning tussen de leidingen. Het is dus alsof de motor aan een veel lagere spanning is aangesloten. Dit heeft als gevolg dat de totale stroom die bij het aanzetten optreedt drie keer zo klein is als de stroom die zal ontstaan bij rechtstreekse aansluiting van de in driehoek geschakelde wikkelingen op het net. Echter ook het vermogen en aanzetkoppel is bij aanloop in sterstand tot 1/3 gereduceerd. Ster-driehoekschakelaars kunnen daarom alleen worden toegepast bij motoren die vrijwel onbelast kunnen aanlopen.

## Ster-driehoekcontroller

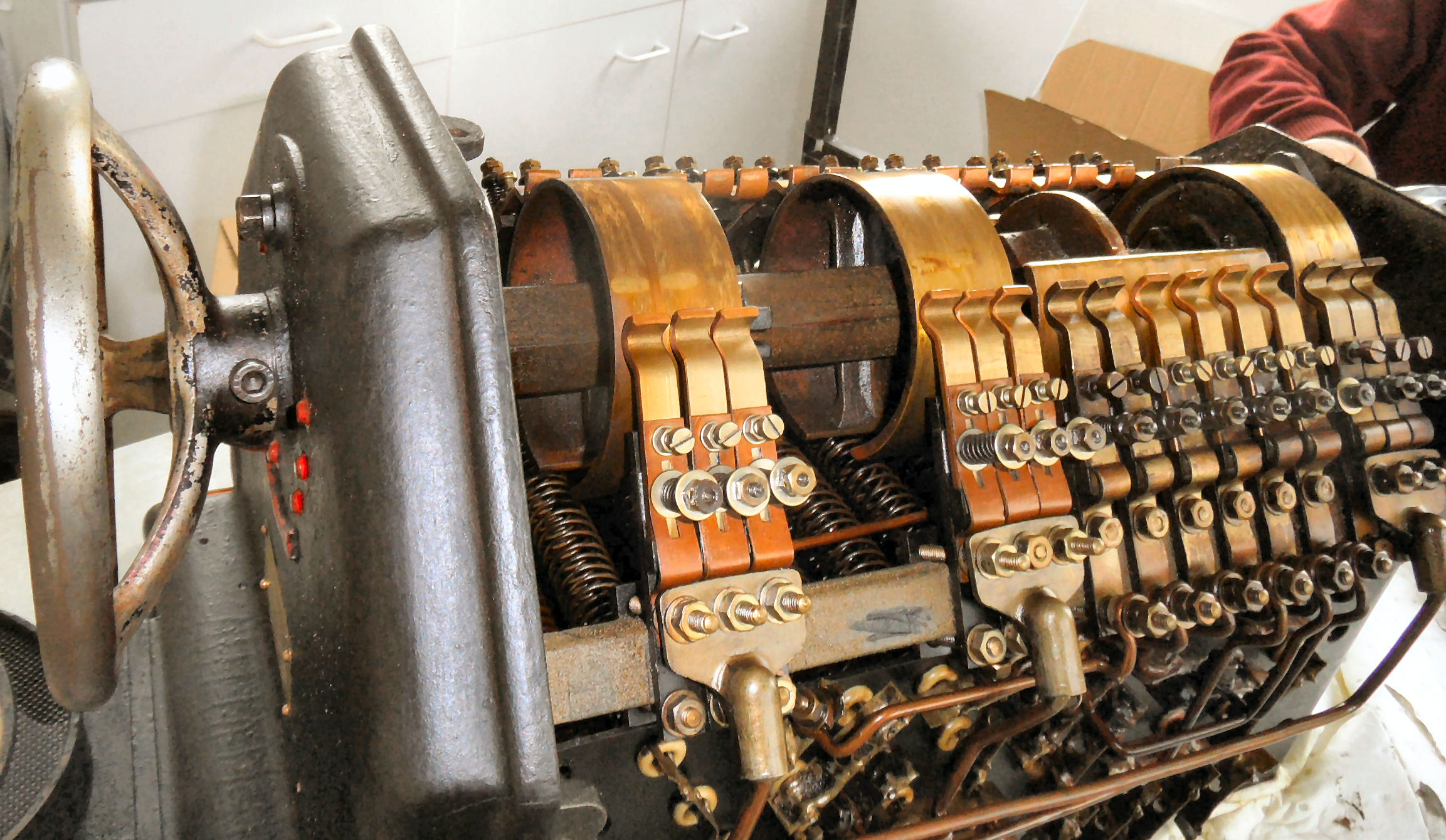
Een ster-driehoekcontroller

Soms is de aanloopstroom nog te groot. Men past dan een ster-driehoekcontroller toe. Dit zijn ster-driehoekschakelaars met weerstanden en vier of meer schakelstanden. De eerste schakelstand is de sterstand met een weerstand voorgeschakeld, de tweede stand is de sterstand, de derde stand is de driehoekstand met weerstand en de vierde stand is de driehoekstand. Eventueel worden in plaats van één weerstand twee trappen met weerstanden voorgeschakeld. Het toepassen van een ster-driehoekcontroller heeft tot gevolg dat het aanzetkoppel significant kleiner wordt. Voor aandrijvingen waarbij een groot aanloopkoppel noodzakelijk is, worden daarom vaak sleepringankermotoren gebruikt.
Tegenwoordig wordt steeds vaker een frequentieregelaar gebruikt. Hierbij loopt de motor gecontroleerd aan met betrekking tot aanlooptijd en aanloopstroom.